# Министерство сельского и водного хозяйства Туркменистана
Министерство сельского и водного хозяйства Туркмении (туркм. Türkmenistanyň oba we suw hojalyk ministrligi) — орган исполнительной власти, осуществляющий государственное управление и единую государственную политику в области сельского и водного хозяйства.

## История
Образовано 8 января 2016 года на базе Министерства сельского хозяйства Туркменистана, Министерства водного хозяйства Туркменистана, Государственного объединения «Türkmengallaönümleri», Государственного объединения «Türkmenobahyzmat», Государственного животноводческого объединения, Государственного концерна «Туркменхлопок» (туркм. Türkmenpagta), хлопкового торгового предприятия «Ak altyn».

## Министры
| No | Имя                              | Назначен   | Уволен     | Причина увольнения               |
| 1  | Сапардурдыев, Нурсахат           | 08.01.2016 | 09.12.2017 | за серьёзные недостатки в работе |
|    | Мурадов, Аманмухаммед            | 09.12.2017 | 26.01.2018 | временно исполняющий обязанности |
| 2  | Энермурадов, Овезмурад Исламович | 26.01.2018 |            | действующий                      |

## Структурные подразделения
- Государственная служба по карантину растений
- Государственная служба по семеноводству и сортоиспытанию
- Служба защиты растений
- Государственная служба ветеринарии
- Велаятские (региональные) сельскохозяйственные производственные объединения (СХПО):
  - Ахалское СХПО
  - Балканское СХПО
  - Дашогузское СХПО
  - Лебапское СХПО
  - Марыйское СХПО.

## Подведомственные организации
- Туркменский сельскохозяйственный университет имени С. А. Ниязова (г. Ашхабад)[2]
- Туркменский сельскохозяйственный институт Министерства сельского и водного хозяйства Туркмении (г. Дашогуз)[3]
- НИИ Хлопководства
- НИИ Земледелия
- Проектно-производственное предприятие «Туркменобасенагаттаслама»
- Редакция журнала «Тязе оба»
- Типография
- Детские оздоровительные центры